# National Provincial Bank
La National Provincial Bank è stata una banca britannica dal 1833 fino alla fusione nella National Westminster Bank nel 1970. 
Considerata una delle Big Five, si espanse durante il XIX e XX secolo e assorbì molte banche minori. 
Aveva sede in Bishopsgate, all'incrocio con Threadneedle Street, a Londra.

## Storia

### National Provincial Bank of England
Prima della legge bancaria del 1826 le banche inglesi non potevano avere più di sei soci, donde l'espressione “banche private”.  Le uniche banche autorizzate ad assumere la forma di società per azioni erano la Bank of England e le banche scozzesi (che operavano in un diverso ordinamento giuridico). 
Il più impegnato nel sostenere la riforma fu Thomas Joplin, un commerciante di legname di Newcastle upon Tyne, che aveva esperienza di disastri bancari e conosceva la situazione scozzese, dove le banche erano invece più stabili. La legge del 1826 permetteva la costituzione di banche in forma di società per azioni ma l'emissione di banconote era autorizzata solo al di fuori di un raggio di 65 miglia da Londra.
La National Provincial Bank of England fu costituita nel 1833. Ciò che caratterizzò l'istituto per più di trent'anni era che era una banca di provincia, ma con sede a Londra, dove peraltro non svolgeva attività bancaria. Era organizzata per essere una rete di agenzie che attirava un grande numero di piccoli risparmiatori, anziché attirare un piccolo numero di clienti importanti.

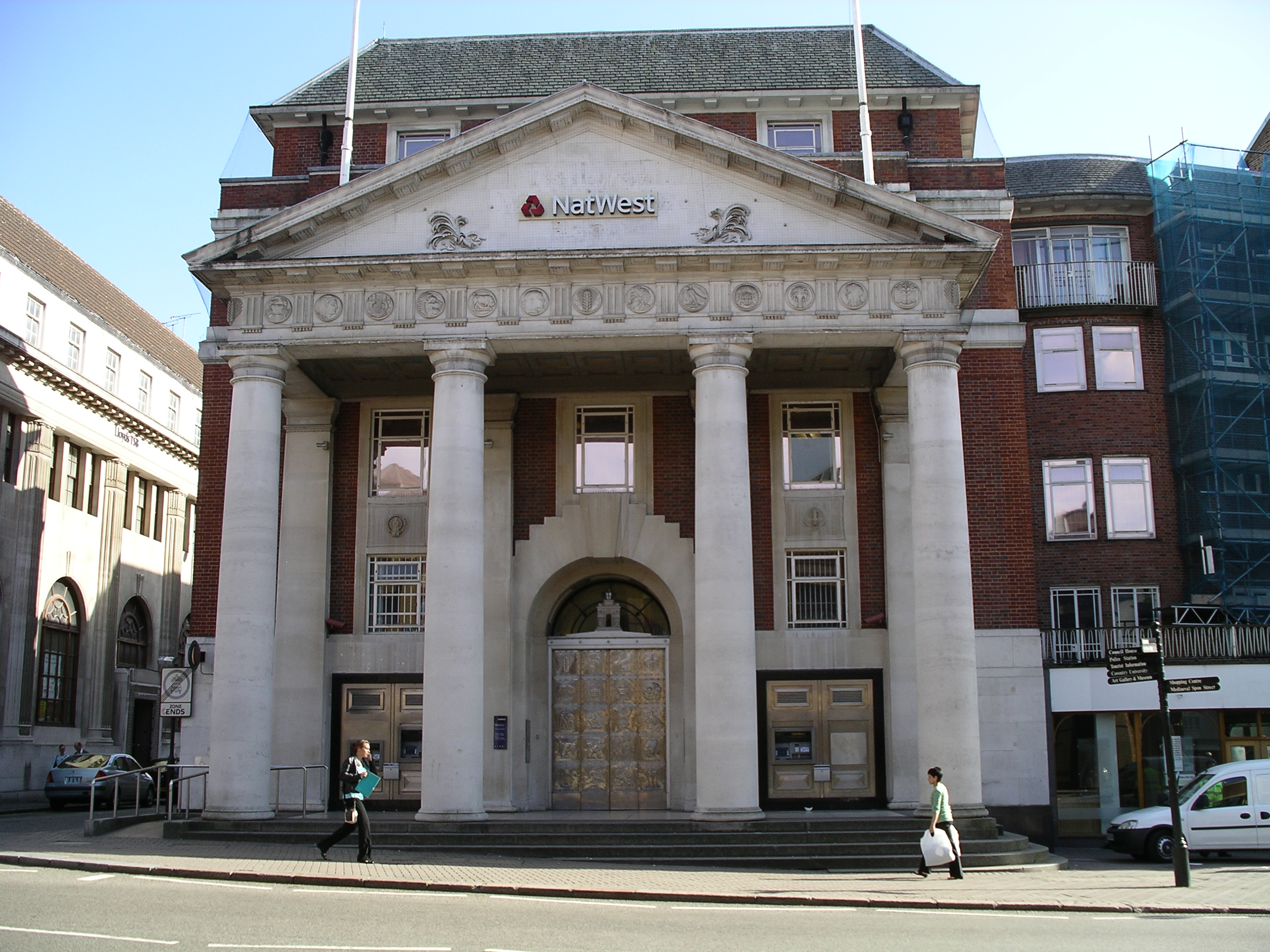
L'agenzia di Coventry

La prima agenzia aperta fu quella di Gloucester, seguita da quelle di Brecon, Walsall, Birmingham, Wotton-under-Edge, Boston e Wisbech. Nel 1836 c'erano già 32 filiali.
Sorsero, tuttavia, dei dissidi in merito alla struttura che doveva avere la rete delle filiali: Joplin riteneva che dovesse essere una rete di banche locali semi-autonome e perciò lasciò la banca quando prevalse il modello "scozzese". Per realizzare tale modello fu allora assunto Daniel Robertson, proveniente dalla Union Bank of Scotland, che fu il direttore generale della National Provincial per trent'anni.
Molte delle filiali "aperte" nell'Ottocento in realtà provenivano dall'acquisizione di banche locali. Nel 1866 iniziò l'attività bancaria anche a Londra: quando l'istituto aveva già una rete di 122 filiali in tutta la nazione. Conseguentemente la National Provincial cessò di emettere cartamoneta e divenne membro della London Clearing House.
Nel 1886 la rete di agenzie si era ulteriormente estesa a 165, ed era seconda solo a quella della London and County Bank.
Nel 1918 la banca si fuse con la Union of London and Smith's Bank, anch'essa frutto di numerose fusioni, e l'istituto prese il nome di National Provincial and Union Bank of England.

### National Provincial Bank

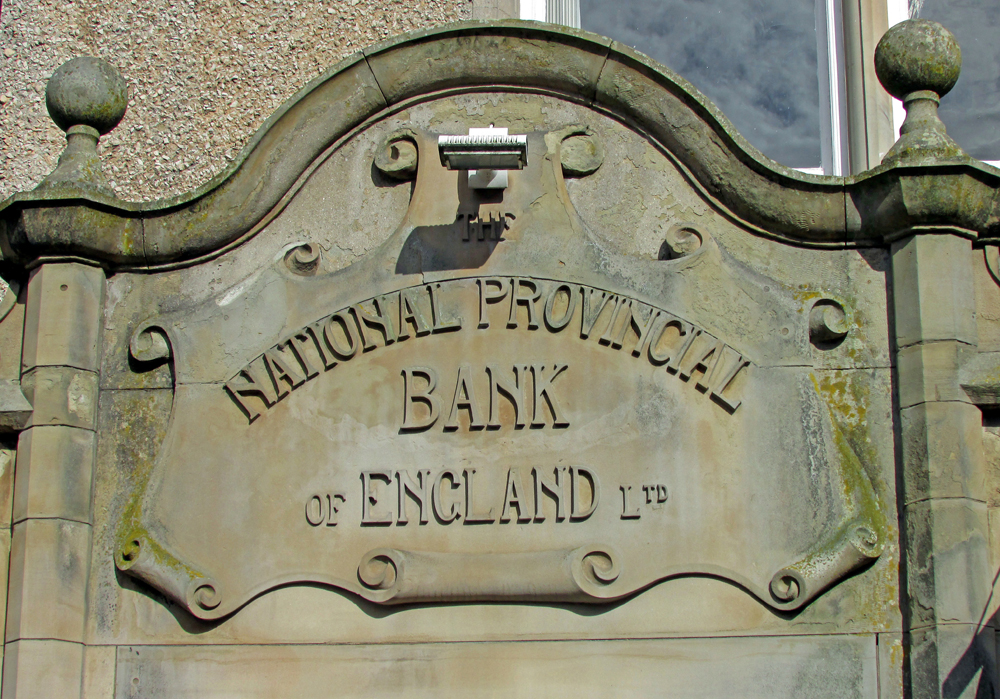
Insegna scolpita nella pietra a Holyhead nell'isola di Anglesey

Nel 1924 il nome fu abbreviato in National Provincial Bank. Ulteriori acquisizioni ebbero luogo nei decenni successivi.
Nello stesso anno iniziò l'espansione oltremare della banca con l'acquisizione della Grindlays Bank, una banca londinese che aveva filiali in India ed era specializzata nel fornire servizi all'Indian Army. La Grindlays fu tuttavia autorizzata a operare autonomamente e fu rivenduta alla National Bank of India nel 1948.
Nel 1961 la National Provincial acquisì anche la Isle of Man Bank e l'anno successivo comprò la District Bank, arrivando cos' ad avere una rete di 2.100 filiali. La District Bank (già Manchester and Liverpool District Banking Company) rafforzò la presenza dell'istituto nel nordovest e mantenne un'amministrazione autonoma fino alla fusione con la Westminster Bank.

### National Westminster Bank
La fusione fra la National Provincial e la Westminster Bank nel 1968 sorprese l'opinione pubblica inglese e la comunità bancaria, in quanto si riteneva che non sarebbero state permesse fusioni fra le "Big Five". E invece le autorità bancarie e finanziarie permisero la fusione e la costituzione della neonata National Westminster Bank. La nuova banca aveva una rete di 3.600 filiali.
La District Bank, la National Provincial e la Westminster Bank furono completamente assorbite e integrate nella nuova società, mentre le controllate Coutts & Co., Ulster Bank e Isle of Man Bank rimasero formalmente autonome.